# Pablo Matéo
Pablo Matéo, né le 1er février 2001 à Évry, est un athlète français spécialiste des épreuves de sprint.

## Biographie
Champion de France junior en salle du 200 mètres en 2020, il remporte le titre espoir en salle en 2021.

### Vice-champion d'Europe du 4 × 100 m (2022)

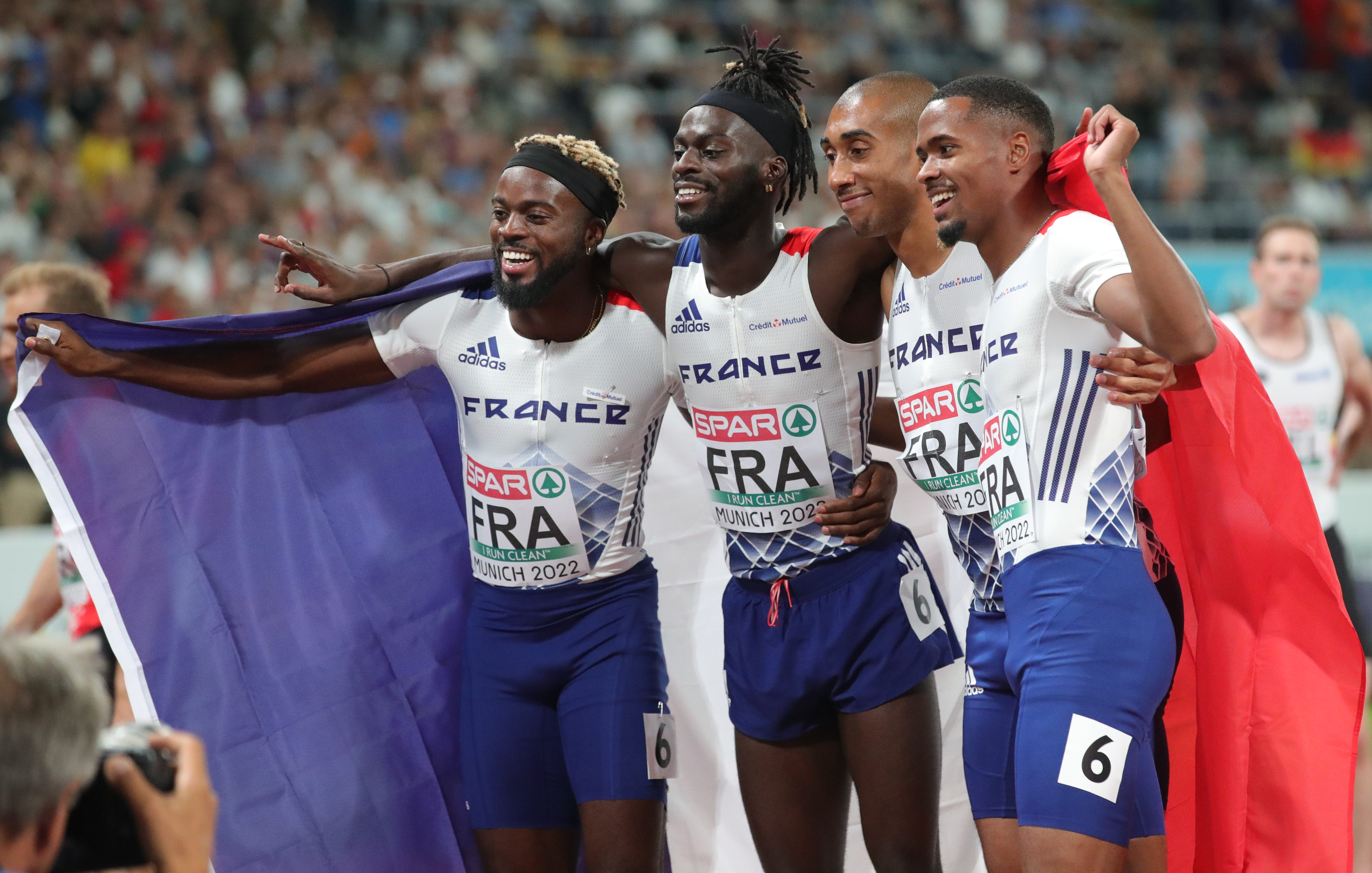
Pablo Matéo (à droite), médaillé d'argent lors des championnats d'Europe 2022 en compagnie de Méba-Mickaël Zézé, Ryan Zézé et Jimmy Vicaut.

En 2022, il remporte le titre de champion de France espoir du 100 mètres à Albi en 10 s 00 mais ce record n'est pas homologué en raison d'un vent de 2,4 m/s supérieur à la limite autorisée. Il établit néanmoins en séries son record personnel en 10 s 30. 
Il est sélectionné dans l'épreuve du relais 4 x 100 m pour les championnats du monde à Eugene mais le relais français est disqualifié en finale. Le 21 août 2022, il remporte la médaille d'argent du relais 4 x 100 m lors des championnats d'Europe de Munich en compagnie de Méba-Mickaël Zézé, Ryan Zézé et Jimmy Vicaut.

### Saison 2023
En mai 2023, il porte successivement son record personnel sur 100 m à 10 s 18 le 13 mai Nairobi, puis à 10 s 15 le 31 mai à Montreuil. Lors des championnats d'Europe espoirs à Espoo en Finlande, il s'adjuge la médaille de bronze du 100 m en 10 s 18, et décroche par ailleurs la médaille d'argent du relais 4 × 100 m.
Le 28 juillet 2023, il est troisième de la finale du 100 mètres aux Championnats de France à Albi. Il se classe 6e du relais 4 × 100 m des championnats du monde 2023, à Budapest.
Fin 2023, il rejoint à El Paso (Texas) le groupe d’entraînement de Mickael Hanany, y côtoyant notamment ses coéquipiers du collectif relais Ryan Zézé et Mouhamadou Fall.

### Saison 2024
Il commence sa saison 2024 en établissant un nouveau record personnel sur 60 mètres en 6 s 65, le 27 janvier lors du meeting New Mexico Team Open à Albuquerque.
Le 30 mars 2024, il remporte en 20 s 03 (+2,0 m/s) le 200 m lors des Texas Relays à Austin, établissant un nouveau record personnel ainsi que les minimas pour les Jeux olympiques. Il devient à cette occasion le troisième performeur français de tous les temps sur 200 m après Christophe Lemaitre (19 s 80) et Méba-Mickaël Zézé (19 s 97). Le même jour à Austin, il établit le temps de 9 s 92 sur 100 m mais cette marque n'est pas homologuée en raison d'un vent arrière de 3,0 m/s supérieur à la limite autorisée.

## Palmarès

### International
| Date | Compétition                   | Lieu     | Résultat | Épreuve   | Temps   |
| ---- | ----------------------------- | -------- | -------- | --------- | ------- |
| 2022 | Championnats du monde         | Eugene   | finale   | 4 x 100 m | DQ      |
| 2022 | Championnats d'Europe         | Munich   | 2e       | 4 x 100 m | 37 s 94 |
| 2023 | Championnats d'Europe espoirs | Espoo    | 3e       | 100 m     | 10 s 18 |
| 2023 | Championnats d'Europe espoirs | Espoo    | 2e       | 4 x 100 m | 38 s 92 |
| 2023 | Championnats du monde         | Budapest | 6e       | 4 × 100 m | 38 s 06 |
| 2024 | Relais mondiaux               | Nassau   | 3e       | 4 × 100 m | 38 s 44 |
| 2024 | Championnats d'Europe         | Rome     | 8e       | 100 m     | 10 s 22 |
| 2024 | Championnats d'Europe         | Rome     | finale   | 200 m     | DQ      |
| 2024 | Jeux olympiques               | Paris    | 6e       | 4 × 100 m | 37 s 81 |

### National
- Championnats de France d'athlétisme :
  - 100 m : 1er en 2024 ; 3e en 2023
  - 200 m : 3e en 2020
- Championnats de France d'athlétisme en salle :
  - 200 m : 3e en 2020 et 2021

## Records
| Épreuve            | Temps              | Lieu        | Date            |
| ------------------ | ------------------ | ----------- | --------------- |
| 60 m               | 6 s 62             | Albuquerque | 27 janvier 2024 |
| 100 m              | 10 s 08            | Angers      | 28 juin 2024    |
| 200 m              | 20 s 03 (+2,0 m/s) | Austin      | 30 mars 2024    |
| 200 m piste courte | 20 s 89            | Albuquerque | 26 janvier 2024 |
| Relais 4 × 100 m   | 37 s 94            | Munich      | 21 août 2022    |